# 大島城 (大鹿村)
大島城（おおしまじょう）は、長野県下伊那郡大鹿村鹿塩にあった日本の城。別名・城山。なお、同じ下伊那郡の松川町にある大島城とはまったく別の山城である。

## 概要
小渋川の支流・鹿塩川の左岸に面した、標高830メートルほどの峰（城山）頂部にある。
峰は両側を谷に切られて北西に突き出した細長い稜線で、稜線付け根に両側から竪堀を入れて土橋とし、要害性を高めている。城域内も稜線に堀切を設けて3区画ほどの曲輪を造り出している。
史料にまったく見られず、築城年代や城主が不明の城跡だが、飯田市美術博物館分館・飯田市上郷考古博物館によると、南北朝時代の城郭とされている。

## 関連事項
- 日本の城一覧